# Cyclea ochiaiana
Cyclea ochiaiana är en tvåhjärtbladig växtart som först beskrevs av Yannam., och fick sitt nu gällande namn av S. F Huang och Tc. Huang. Cyclea ochiaiana ingår i släktet Cyclea och familjen Menispermaceae. Inga underarter finns listade i Catalogue of Life.